# Zefal Bailey
Pour les articles homonymes, voir Bailey.
Zefal Trevor Bailey,, né le 30 septembre 1996, est un coureur cycliste vincentais.

## Biographie
Entre 2016 et 2020, Zefal Bailey devient à six reprises champion national de Saint-Vincent-et-les-Grenadines. Il est également sacré champion de la Caraïbe sur route en 2018 dans la catégorie des espoirs (moins de 23 ans). 
Il représente régulièrement son pays aux Jeux du Commonwealth et aux championnats panaméricains.

## Palmarès et résultats

### Par année
- 2013
  - Choice Meats Georgetown Area Circuit
  - 2e du championnat de Saint-Vincent-et-les-Grenadines sur route
- 2015
  - 3e du championnat de Saint-Vincent-et-les-Grenadines sur route
- 2016
  -  Champion de Saint-Vincent-et-les-Grenadines sur route
  -  Champion de Saint-Vincent-et-les-Grenadines du contre-la-montre
  - Dasco Pharmacy Classic
- 2017
  - Dasco Pharmacy Classic
- 2018
  -  Champion de la Caraïbe sur route espoirs
  -  Champion de Saint-Vincent-et-les-Grenadines sur route
  - 2e étape de la 3-Stage Race
  - 2e de la 3-Stage Race
- 2019
  -  Champion de Saint-Vincent-et-les-Grenadines sur route
- 2020
  -  Champion de Saint-Vincent-et-les-Grenadines sur route
  -  Champion de Saint-Vincent-et-les-Grenadines du contre-la-montre
- 2021
  - 2e du championnat de Saint-Vincent-et-les-Grenadines sur route
  - 3e du championnat de Saint-Vincent-et-les-Grenadines du contre-la-montre
- 2022
  - Hero's Day Weekend :
    - Classement général
    - 1re et 3e étapes

  - 2e du championnat de Saint-Vincent-et-les-Grenadines sur route
  - 3e du championnat de Saint-Vincent-et-les-Grenadines du contre-la-montre
- 2023
  -  Champion de Saint-Vincent-et-les-Grenadines sur route
  - 2e du championnat de Saint-Vincent-et-les-Grenadines du contre-la-montre
- 2024
  -  Champion de Saint-Vincent-et-les-Grenadines sur route
  -  Champion de Saint-Vincent-et-les-Grenadines du contre-la-montre
- 2025
  -  Champion de Saint-Vincent-et-les-Grenadines sur route
  -  Champion de Saint-Vincent-et-les-Grenadines du contre-la-montre

### Classements mondiaux
| Année                                 | 2019  | 2020 | 2021  | 2022  | 2023 | 2024 |
| ------------------------------------- | ----- | ---- | ----- | ----- | ---- | ---- |
| Classement mondial                    | 1211e | 490e | 1033e | 1139e | 948e | 532e |
| UCI America Tour                      | 164e  | 34e  | 147e  | 141e  | nc   | 49e  |
|                                       |       |      |       |       |      |      |
| Légende : nc = non classéSource : UCI |       |      |       |       |      |      |